# RegRunner
RegRunner (englisch für „Registrierungsdatenbank“ und „Renner“, „Starter“) ist ein Computerprogramm zur Überwachung der wichtigsten Autostart-Einträge von Microsoft Windows, insbesondere der Registrierungsdatenbank. Außerdem überwacht es auf Wunsch des Nutzers Veränderungen in manuell eingetragene Dateien.

## Technische Details
Oftmals versuchen Schadprogramme wie etwa Computerviren oder Trojaner, die Windows-Registrierungsdatenbank sowie Autostart-Dateien zu verändern, um bei jedem Neustart des Computers wieder aktiv werden zu können.
RegRunner warnt den Benutzer mittels eines Pop-up-Fensters, sobald sich ein neues Programm in die Registrierungsdatenbank einträgt.
Überwacht werden zusätzlich alle laufenden Prozesse, Autostart-Ordner sowie Systemdateien (wie zum Beispiel die Dateien „System.ini“ und „AUTOEXEC.BAT“). Alle auftretenden Ereignisse finden sich in einer Protokoll-Logdatei.

## Besonderheiten und Funktionen
- Frei editierbare Listen der zu überwachenden Autostarteinträge.
- Anzeige der Start- sowie Stopp-Zeit der momentan laufenden und der bereits wieder beendeten Tasks.
- Anzeige des Datums, wann das erste Mal ein bestimmtes Programm entdeckt wurde, sofern dieses wieder auftritt.
- Suchmaschinen-Abfrage, ob ein bestimmtes Programm als vertrauenswürdig gilt oder Malware ist.
- Automatisches Löschen von Systemregistrierungseinträgen.
- Sicherungskopie und Wiederherstellung von Systemregistrierungseinträgen.
- Starten von Regedit, Msconfig und Taskmanager.[5]

## Geschichte
Das in der Programmiersprache Borland Delphi geschriebene Projekt wurde 2004 entwickelt.
Zunächst nur für den eigenen Gebrauch des Autors gedacht, wurde die Computerzeitschrift PC-Welt auf dieses Programm aufmerksam und publizierte dieses mehrfach auf deren Heft-CDs sowie deren Internetportal.
Die ersten Versionen des Programms trugen zunächst den Namen „RegRun“, da dies jedoch zu Verwechslungen mit einem gleichnamigen Programm (von Greatis-Software aus Turgeneva, Russian Federation) führte, wurde es vom Autor am 9. Dezember 2007 in „RegRunner“ umbenannt.
Das Programm hatte ursprünglich nur eine einzige einfache Aufgabe: den Schlüssel „HKLM\SOFTWARE\Microsoft\Windows\CurrentVersion\Run“ automatisch auf Veränderungen zu überwachen.
Bisher musste man dazu Regedit starten und sich mühsam durch alle Pfade der Registrierungsdatenbank klicken um dorthin zu gelangen. Da diese Vorgehensweise sehr langwierig war – und vielen Benutzern (bis heute) dieser versteckte Pfad völlig unbekannt ist – war dieser Registry-Schlüssel schon immer ein beliebter Startplatz für Schadprogramme. RegRunner übernimmt diese Aufgabe vollautomatisch und entlastete den User damit.
Im Laufe der Jahre kamen nach und nach die oben aufgeführten Funktionen hinzu.
Zwischenzeitlich verfügte RegRunner über eine implementierte Funktion, sich selbst einen zufälligen Dateinamen zu geben „XYZABCDE.EXE“, um sich selbst vor Löschung durch Malware zu schützen. Diese Funktion führte jedoch zu Problemen sowohl mit Virenscannern als auch Windows Vista, so dass sie aus Kompatibilitätsgründen wieder entfernt wurde.
Der Autor veröffentlichte auf seiner Software-Webseite am 14. September 2010 eine erste Linux Version des Programms.
Das Programm enthält Lizenzinformationen zu GNU General Public License und Open Source.